# Vòng loại Giải vô địch bóng đá nữ U-19 châu Á 2017
Vòng loại Giải vô địch bóng đá nữ U-19 châu Á 2017 diễn ra vào tháng 11 năm 2016 nhằm chọn ra các đội tuyển tham dự vòng chung kết.
Bốn đội Trung Quốc, Nhật Bản, Hàn Quốc và Cộng hòa Dân chủ Nhân dân Triều Tiên được vào thẳng vòng chung kết. Singapore, Liban, Pakistan và Philippines rút lui trước khi vòng loại bắt đầu.

## Vòng một

### Bảng A
- Các trận đấu diễn ra tại Trung Quốc.
- Múi giờ địa phương là UTC+8

| VT | Đội                  | ST | T | H | B | BT | BB | HS  | Đ | Giành quyền tham dự |
| -- | -------------------- | -- | - | - | - | -- | -- | --- | - | ------------------- |
| 1  | Úc                   | 2  | 2 | 0 | 0 | 23 | 1  | +22 | 6 | Vòng chung kết      |
| 2  | Jordan               | 2  | 1 | 0 | 1 | 5  | 7  | −2  | 3 |                     |
| 3  | Quần đảo Bắc Mariana | 2  | 0 | 0 | 2 | 0  | 20 | −20 | 0 |                     |
| 4  | Liban                | 0  | 0 | 0 | 0 | 0  | 0  | 0   | 0 | Bỏ cuộc             |
| 5  | Singapore            | 0  | 0 | 0 | 0 | 0  | 0  | 0   | 0 | Bỏ cuộc             |

| Quần đảo Bắc Mariana | 0–16     | Úc |
| -------------------- | -------- | --- |
|                      | Chi tiết | - Vine 3' - Chidiac 5', 23', 35', 47' - Plessas 17' - Siemsen 19', 27', 30', 33', 42', 79', 90+4' - Sayer 25' - Ibini 81', 82' |

| Jordan                                               | 4–0      | Quần đảo Bắc Mariana |
| ---------------------------------------------------- | -------- | -------------------- |
| - Feras 12' - Tasneem 28' - Zabian 42' - Fakoury 69' | Chi tiết |                      |

| Úc                                                                       | 7–1      | Jordan     |
| ------------------------------------------------------------------------ | -------- | ---------- |
| - Vine 35' - Siemsen 41', 43', 67' - Chidiac 50' - Sayer 85' - Ibini 64' | Chi tiết | Zabian 30' |

### Bảng B
- Các trận đấu diễn ra tại Tajikistan.
- Múi giờ địa phương là UTC+5.

| VT | Đội               | ST | T | H | B | BT | BB | HS | Đ | Giành quyền tham dự |
| -- | ----------------- | -- | - | - | - | -- | -- | -- | - | ------------------- |
| 1  | Uzbekistan        | 3  | 3 | 0 | 0 | 7  | 0  | +7 | 9 | Vòng chung kết      |
| 2  | Đài Bắc Trung Hoa | 3  | 2 | 0 | 1 | 8  | 3  | +5 | 6 |                     |
| 3  | Hồng Kông         | 3  | 1 | 0 | 2 | 1  | 6  | −5 | 3 |                     |
| 4  | Tajikistan (H)    | 3  | 0 | 0 | 3 | 2  | 9  | −7 | 0 |                     |
| 5  | Pakistan          | 0  | 0 | 0 | 0 | 0  | 0  | 0  | 0 | Bỏ cuộc             |

| Đài Bắc Trung Hoa                           | 3–0      | Hồng Kông |
| ------------------------------------------- | -------- | --------- |
| - Lam Dục Khiết 74', 78' - Trần Anh Huệ 76' | Chi tiết |           |

| Uzbekistan                                         | 3–0      | Tajikistan |
| -------------------------------------------------- | -------- | ---------- |
| - Kurbonova 23' - Kulturayeva 67' - Burkhonova 71' | Chi tiết |            |

| Hồng Kông | 0–3      | Uzbekistan                              |
| --------- | -------- | --------------------------------------- |
|           | Chi tiết | - Bobokhujaeva 53' - Kurbonova 78', 79' |

| Tajikistan                      | 2–5      | Đài Bắc Trung Hoa                                                                                |
| ------------------------------- | -------- | ------------------------------------------------------------------------------------------------ |
| - Shukronai 38' - Khalimova 81' | Chi tiết | - Lương Khải Nhu 16' - Dư Vấn Tiệp 55' - Thái Bội Dư 62' - Trần Anh Huệ 72' - Trác Lê Bình 90+4' |

| Uzbekistan          | 1–0      | Đài Bắc Trung Hoa |
| ------------------- | -------- | ----------------- |
| Panjeva 26' (ph.đ.) | Chi tiết |                   |

| Hồng Kông                | 1–0      | Tajikistan |
| ------------------------ | -------- | ---------- |
| Chung Bối Kỳ 70' (ph.đ.) | Chi tiết |            |

### Bảng C
- Các trận đấu diễn ra tại Myanmar. Các trận đấu dự kiến tổ chức vào tháng 10 và 11 giống các bảng khác tuy nhiên bị hoãn tới giữa tháng 12 do sự ra đi của nhà vua Bhumibol Adulyadej.
- Múi giờ địa phương là UTC+6.

| VT | Đội         | ST | T | H | B | BT | BB | HS  | Đ | Giành quyền tham dự |
| -- | ----------- | -- | - | - | - | -- | -- | --- | - | ------------------- |
| 1  | Thái Lan    | 3  | 3 | 0 | 0 | 18 | 1  | +17 | 9 | Vòng chung kết      |
| 2  | Myanmar (H) | 3  | 2 | 0 | 1 | 15 | 2  | +13 | 6 |                     |
| 3  | Kyrgyzstan  | 3  | 1 | 0 | 2 | 6  | 11 | −5  | 3 |                     |
| 4  | Palestine   | 3  | 0 | 0 | 3 | 0  | 25 | −25 | 0 |                     |

| Thái Lan                                                         | 7–0      | Kyrgyzstan |
| ---------------------------------------------------------------- | -------- | ---------- |
| - Jiraporn 15', 72', 90' (ph.đ.), 90+2' - Kanyanat 24', 29', 42' | Chi tiết |            |

| Myanmar                                                                                          | 10–0     | Palestine |
| ------------------------------------------------------------------------------------------------ | -------- | --------- |
| - Nu Nu 26', 86', 90' - July Kyaw 33', 36', 47', 58', 69' - Shwe Moe Aye 39' - Thinzar Cho 90+4' | Chi tiết |           |

| Palestine | 0–9      | Thái Lan                                                                                           |
| --------- | -------- | -------------------------------------------------------------------------------------------------- |
|           | Chi tiết | - Kanyanat 17', 63', 69', 74' - Jiraporn 41', 45+5' - Sirikan 56' - Nutwadee 61' - Kullasatree 67' |

| Kyrgyzstan | 0–4      | Myanmar                                         |
| ---------- | -------- | ----------------------------------------------- |
|            | Chi tiết | - Angelina 22' (l.n.) - July Kyaw 53', 58', 63' |

| Palestine | 0–6      | Kyrgyzstan                                                        |
| --------- | -------- | ----------------------------------------------------------------- |
|           | Chi tiết | - Yrysbek 16', 45+3', 86' - Dalinger 69', 89' - Toktobolotova 78' |

| Thái Lan                    | 2–1      | Myanmar         |
| --------------------------- | -------- | --------------- |
| Kanyanat 34' · Jiraporn 47' | Chi tiết | July Kyaw 90+3' |

### Bảng D
- Các trận đấu diễn ra tại Việt Nam.
- Múi giờ địa phương là UTC+7.

Philippines bỏ cuộc vì trùng với lịch thi đấu trong nước.
| VT | Đội          | ST | T | H | B | BT | BB | HS | Đ | Giành quyền tham dự |
| -- | ------------ | -- | - | - | - | -- | -- | -- | - | ------------------- |
| 1  | Việt Nam (H) | 2  | 2 | 0 | 0 | 6  | 0  | +6 | 6 | Vòng chung kết      |
| 2  | Iran         | 2  | 0 | 1 | 1 | 1  | 3  | −2 | 1 |                     |
| 3  | Ấn Độ        | 2  | 0 | 1 | 1 | 1  | 5  | −4 | 1 |                     |
| 4  | Philippines  | 0  | 0 | 0 | 0 | 0  | 0  | 0  | 0 | Rút lui             |

| Ấn Độ        | 1–1      | Iran            |
| ------------ | -------- | --------------- |
| Kashmina 59' | Chi tiết | Mokhtarifar 82' |

| Việt Nam                                                              | 4–0      | Ấn Độ |
| --------------------------------------------------------------------- | -------- | ----- |
| - Tuyết Ngân 36' (ph.đ.), 43' - Nguyễn Thị Nụ 83' - Hà Thị Nhài 90+1' | Chi tiết |       |

| Iran | 0–2      | Việt Nam                               |
| ---- | -------- | -------------------------------------- |
|      | Chi tiết | - Nguyễn Thị Nụ 51' - Tuyết Ngân 90+2' |